# Ник Болетери
Николас Џејмс Болетери, професионално знан као Ник Болетери (енгл. Nicholas James Bollettieri; Пелам, 31. јул 1931 — 4. децембар 2022) био је амерички тениски тренер. Један од најпознатијих тениских тренера на свету, који је тренирао звезде као што су Андре Агаси, Моника Селеш, Мери Пирс, Винус Вилијамс, Серена Вилијамс, Мартина Хингис, Марија Шарапова, Јелена Јанковић и Никол Вајдишова.
Тренирањем тенисера је почео да се бави 1953. године, када је отворио тениски камп „Вејленд Академија“ у Висконсину. Међутим, прави успех постигао је 1981. када је отворио Тениску академију „Ник Болетери“, у којој су тренирали многи успешни тенисери.

## Тениска академија Ник Болитери
Његова тениска академија, отворена 1981, произвела је велики број успешних тенисера, а већина њих је била број један на ВТА или АТП листи, или се тренутно налазио међу најбољим тенисерима света.

### Познати ученици
- Андре Агаси
- Џими Аријас
- Џенифер Капријати
- Џим Куријер
- Тејлор Едгар
- Томас Енквист
- Мери Џо Фернандез
- Татјана Головин
- Томи Хас
- Данијела Хантухова
- Мартина Хингис
- Џамеа Џексон
- Јелена Јанковић
- Ана Курњикова
- Џеси Левин
- Кеј Нишикори
- Ива Мајоли
- Хавијер Малисе
- Пол-Анри Матје
- Макс Мирни
- Марк Филипусис
- Мери Пирс
- Марсело Риос
- Грег Руседски
- Пит Сампрас
- Моника Селеш
- Никол Вајдишова
- Серена Вилијамс
- Винус Вилијамс
- Марија Шарапова

## Приватни живот
Дана 22. априла 2004. венчао се са Сидни Итон. Њих двоје имају петоро одрасле деце, а има и двоје унучади.